# Стаціонарність

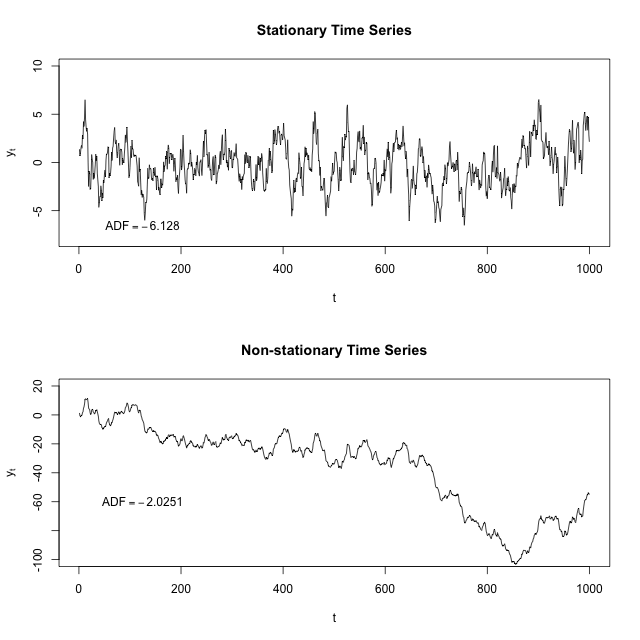
Два процеси у порівнянні: стаціонарний (верхній рисунок), нестаціонарний (нижній рисунок).

Стаціонарність — властивість процесу не змінювати свої характеристики з часом. Термін застосовується у кількох розділах науки.

## У фізиці
Стаціонарними (у деяких випадках — усталеними) називають процеси, які не залежать від часу. Є також термін — квазістаціонарний, що дає деяке наближення до стаціонарності, зазвичай застосовується в тих випадках, коли характерний час встановлення рівноваги в системі набагато менший характерного часу швидкості зміни впливів на систему.

## Стаціонарний випадковий процес
Стаціонарний випадковий процес — такий випадковий процес, у якому математичне очікування характеристик процесу з часом не змінюється.
Нехай параметрична множина {\displaystyle T=\mathbf {Z} } або {\displaystyle \mathbf {R} }. Квадратично інтегровний комплекснозначний випадковий процес
називається стаціонарним (стаціонарним процесом другого порядку, або ж стаціонарним у широкому розумінні), якщо
математичне сподівання {\displaystyle \quad M\xi _{t}=m,\quad \forall \,t,\,s\in T}, коваріація {\displaystyle \quad Cov(\xi _{t},{\bar {\xi _{s}}})=r(t-s),\quad \forall \,t,\,s\in T}
для деяких комплексних {\displaystyle m,r(t),t\in T}. Функція r(t) називається коваріаційною (або кореляційною) функцією процесу.